# Аси-Сага
Аси́-Са́га (каз. Асы-Саға) — село у складі Єнбекшиказахського району Алматинської області Казахстану. Входить до складу Асинського сільського округу.
У радянські часи село називалось «Асисага».
Населення —  (2021; 1984 особи (2021; 2298 у 2009, 2187 у 1999, 1985 у 1989).